# Bembüren
Bembüren ist eine Gemarkung nordwestlich von Reelsen im Eggegebirge an der Landstraße 755 nach Altenbeken. Sie besaß eine Meierei, das Gut Bembüren, die eingegangen ist.
Nordöstlich von Bembüren liegt das Naturschutzgebiet Kiebitzteich, im Norden der Gemarkung zweigt im Bahnhof Langeland östlich des Rehbergtunnels von der Bahnstrecke Hannover–Altenbeken die Strecke nach Kreiensen ab.